# Rakkaudella merkitty mies
Rakkaudella merkitty mies è il tredicesimo album di studio del cantante pop finlandese Jari Sillanpää, pubblicato il 26 settembre 2014.  L'album è stato prodotto da Leri Leskinen.
L'album ha raggiunto la seconda posizione nella classifica degli album più venduti in Finlandia. Inoltre, l'album è disco di platino in Finlandia per aver venduto oltre 20 000 copie dell'album.

## Tracce
1. Tanssii kuin John Travolta – 3:34 (Väinöväinö, Mikko Tamminen, Mariska)
2. Malagaan – 3:36 (Väinöväinö, Mikko Tamminen, Mariska)
3. Sinä ansaitset kultaa – 3:52 (Petri Somer, Aku Rannila, Saara Törmä)
4. Unohdutaan – 3:41 (Mikko Tamminen, Eija Hinkkala)
5. Rakkaudella merkitty mies – 3:41 (Tommi Kalenius, Joonathan Kettunen, Johanna Vuoksenmaa)
6. Liekeissä – 2:49 (Leri Leskinen, MMEN, Jare Tiihonen)
7. Elämän tärkein ilta – 3:52 (Tommi Kalenius, Joonathan Kettunen, Pekka Eronen)
8. Kun Pariisi kuolee – 3:28 (Petri Somer, Mikko Karjalainen)
9. Alku – 3:54 (Pertti Jalonen, Sana Mustonen)
10. Muuri – 4:19 (Matti Mikkola, DJ Street Kobra, Paula Vesala)
11. Ikuisesti – 3:40 (Leri Leskinen, Markus Koskinen)
12. Malagaan (Club Mix) – 3:53 (Väinöväinö, Mikko Tamminen, Mariska)

## Classifica
| Classifica | Massima posizione |
| ---------- | ----------------- |
| Finlandia  | 2                 |